# Double Mountain (Californië)
Double Mountain is een berg in de Amerikaanse staat Californië. Het is het hoogste punt van de Tehachapi Mountains. De berg heeft twee toppen met vrijwel dezelfde hoogte op 2.436 meter boven de zeespiegel. De berg bevindt zich ten zuiden van de plaats Tehachapi, California State Route 58 en de Tehachapi Pass. Door zijn hoogte heeft de berg in de winter te maken met sneeuwval.